# El conservador
El conservador es una novela de 1974 de la escritora sudafricana Nadine Gordimer. El libro fue ganador conjunto del Premio Booker de ficción. Recibió también el Premio Literario de la Agencia Central de Noticias. Se lo describe como más complejo en diseño y técnica que las novelas anteriores de Gordimer.
Como muchas otras obras de Gordimer, la novela se enfrentó con dificultades hasta su publicación en Sudáfrica. De hecho, la publicación original se retrasó diez semanas cuando la Junta de Censura (Board of Censorship) del país debatió sobre si a sus ciudadanos se les debería permitir leer el libro o no. Desde entonces, el libro ha sido reconocido por muchos críticos como la cima de su carrera como novelista.
Esta novela engañosamente simple pero muy significativa es un retrato devastador de un hombre de negocios sudafricano que es incapaz de "conservar" su posición en la sociedad y que presagia la eventual desaparición del régimen del apartheid. No en vano la novela fue prohibida en Sudáfrica en el momento de su publicación.

## Trama
En la Sudáfrica del "apartheid", Mehring es un rico hombre blanco de negocios que no está satisfecho con su vida. Su exesposa se fue a Estados Unidos, su hijo liberal, Terry (que probablemente sea gay) critica sus costumbres conservadoras y capitalistas, y sus amantes y colegas en realidad no parecen interesados en él. Por capricho, compra una granja de 400 acres en las afueras de la ciudad, y luego intenta explicar esta compra como la búsqueda de un significado superior en la vida. Pero está claro que no sabe casi nada sobre agricultura y que la dirigen trabajadores negros: Mehring es simplemente un outsider, un intruso en la vida diaria de "su" granja. Su objetivo al comprar la finca era hacer un gasto deducible de los impuestos. "Ninguna granja es bella si no es productiva", afirma Mehring. Además es apropiada para sus escapadas amorosas.
Un día, el capataz negro, Jacobus, encuentra un cadáver no identificado en la granja. Como el hombre muerto es negro, la policía no ve ninguna urgencia de investigar el caso y simplemente entierra el cuerpo en el lugar donde fue encontrado. La idea de un hombre negro desconocido enterrado en su tierra comienza a "perseguir" a Mehring. A medida que avanza la novela, el cuerpo enterrado obsesiona a Mehring, aunque aparentemente él no es consciente de la impresión que le ha causado. Regresa compulsivamente al campo donde está enterrado, y el lenguaje del entierro, la muerte y la decadencia comienza a apoderarse de sus pensamientos y palabras. En un momento incluso duerme cerca del cuerpo, pareciendo empezar a identificarse con el cadáver. Una noche, mientras camina por el campo, su pie queda atrapado en el barro y se imagina que el muerto le agarra la pierna y se niega a soltarlo, en una representación bastante literal de sus pesadillas. Una inundación devuelve el cuerpo a la superficie; aunque los trabajadores del campo no conocen al extraño, ahora le dan un entierro digno como si fuera un miembro de la familia. Hay indicios de que el entierro del propio Mehring será menos emotivo que el del extraño.

## Tema
Los temas políticos y de resurrección se combinan para transmitir un significado más amplio. La esterilidad del blanco queda plasmada en los intentos de Mehring de conservar su granja. Intenta conservar tanto la naturaleza como el apartheid, mientras la naturaleza le falla y no le devuelve lo que le había dado. El cadáver que reclama su tierra es la encarnación de África, que no tiene tierra propia pero en realidad posee toda África.La metáfora es clara: los cuerpos de los sudafricanos negros perseguirán a los supremacistas blancos hasta que se vean obligados a afrontar sus crímenes y responsabilidades.

## Caracteres

### Mehring
Es el protagonista y antihéroe de la novela. En su mediana edad, es una figura atractiva y ha tenido varias amantes. Es un viajero frecuente y un hombre de negocios calculador. Gordimer narra los acontecimientos de la novela a través del flujo de conciencia de Mehring y presenta sus pensamientos como ingenuos y prácticos: simplemente espera que el mundo le de lo que quiere debido a su estatus y su raza. Se niega a reconocer la dedicación de sus trabajadores simplemente porque, a sus ojos, son inferiores. Mehring cree que está haciendo lo suficiente para recompensar a sus trabajadores, pero un día se percata de que no comen mucha carne, por ello les compra “generosamente” una lonja para Navidad, pero el perro se la roba porque no tienen dónde guardarla. Mehring observa cómo golpean al perro para intentar recuperar la carne, pero no interviene. Cuando fracasan, no les compra otra lonja, a pesar de tener el dinero para ello. En su opinión, ya ha hecho más que suficiente. Vemos a un opresor que desdeñosamente cree que puede ganarse amistades con cigarrillos gratis. Se lo ve como a un depredador sexual, intolerante y sin amor. Su esposa, su hijo y su amante lo abandonan; su capataz y sus trabajadores se vuelven cada vez más indiferentes a sus directivas. Incluso la tierra parece reberlarse, cuando la sequía y luego la inundación destruyen su granja. A medida que la agitación en su mundo se parece cada vez más a la del país en su conjunto, queda claro que sólo un cambio radical en las ideas y acciones concretas puede evitar la aniquilación.

### Antonia Mancebo
La amante de Mehring. Es una activista revolucionaria y a menudo tiene problemas con la ley. Su relación con Mehring es muy conflictiva. Tiene que abandonar Sudáfrica porque su vida corre peligro.

### Terry
Hijo de Mehring y su polo opuesto. Es liberal y participa en rebeliones políticas. Mehring atribuye el comportamiento de Terry a la arrogancia y el egoísmo adolescente. Terry abandona Sudáfrica. Mehring no comprende realmente las circunstancias hasta que habla con su exesposa, quien le dice que Terry no quiere servir en el ejército allí porque no quiere luchar por algo que considera incorrecto. Al negarse a servir, Terry no puede regresar a Sudáfrica y Mehring se siente traicionado.

### Jacobus
Trabaja como capataz en la granja de Mehring. Sin consultar a Mehring, decide que el hombre que ha vuelto a la superficie merece un entierro adecuado y lo sepulta.

## Recepción
Sam Jordison en The Guardian destacó el contraste entre los procesos mentales del protagonista y la situación concreta en que transcurren los acontecimientos: "Esta doble lectura es presentada por Gordimer con singular concentración y arte. Cada piedra en el suelo, cada paso en el camino, cada gesto y cada palabra descuidada son ricos en significado. Su truco consiste en mostrarnos sólo lo que el propio Mehring encuentra, pero asegurarse de que veamos mucho más (en el sentido conradiano). Presenta un mundo refractado a través de los ojos de Mehring e interpretado en sus monólogos internos, pero nuestra visión del mismo, a lo largo del libro, cambia radicalmente."
Kirkus Reviews señaló la complejidad narrativa de la obra:  "En lugar de narrativa e interpretación directas, hay una densidad de implicaciones que genera resistencia a la lectura pero que, sin embargo, demuestra, una vez más y sin lugar a dudas, el arte de Gordimer."
Irene Gorak describe la perspectiva desde la cual escribe Gordimer: "Como escritora madura, Gordimer sitúa su trabajo no sólo dentro de Sudáfrica sino dentro de la conciencia, y además de una conciencia especializada. En efecto, ella ve el conflicto político a través de una sensibilidad criada en los escritos de una vanguardia modernista europea. Hereda la fascinación modernista por la sensibilidad alienada, la preferencia modernista por la complejidad, la discontinuidad y la oblicuidad, y la disposición modernista a ocupar formas populares para hacerlas explotar. Lo más perjudicial para una escritora poscolonial es que hereda una tradición estética radical unida a una tradición política inactiva. Ella cree que el escritor tiene el deber de promover el cambio revolucionario, deber que debe cumplir, sin embargo, en los propios términos imaginativos del escritor."